# Sebastes polyspinis
Sebastes polyspinis is een straalvinnige vissensoort uit de familie van schorpioenvissen (Sebastidae). De wetenschappelijke naam van de soort is voor het eerst geldig gepubliceerd in 1933 door Taranetz & Moiseev.